# 神崎将臣
神崎 将臣（かんざき まさおみ、1964年8月17日 - ）は、日本の漫画家。代表作は「KAZE」「重機甲兵ゼノン」シリーズなど。
1985年、少年ビッグコミック2号掲載の「HUNTER」でデビュー。

## 作品リスト・各概要

### 漫画
- HUNTER

デビュー作である読切り版。
- 聖者は夜やってくる
- 神崎将臣選集（ブル・ドック）
- 重機甲兵ゼノン
- アシュギーネ

松下電器産業（現パナソニック）のパソコンであったMSX2・A1シリーズのイメージキャラクターを使ったコミカライズ作品。『週刊少年サンデー増刊号』に1987年4月号から1987年9月号まで連載。1988年1月単行本発売。
- 萬川集海（原作:小池一夫）
- 転生伝説 バンガ（原作:会川昇）
- HUNTER

デビュー作の設定を引き継いだ連載版。犯罪者たちに両親と妹を殺された少年が、戦いのエキスパートして成長し、組織「HUNTER」の一員として様々な依頼を請け負う。
主人公、佐野明男は後の作品『XENON-199X・R-』に成長した姿で登場している。
2008年に徳間書店から『HUNTER -XENON SAGA 異聞-』として復刊。
- KAGEROU
- GUN CRISIS
- KAZE

完全版（完結版）がアニメージュコミックより発売中。
- ストリートファイターII -RYU
- 覇王街
- ドラゴンクエスト 幻の大地（脚本:とまとあき、「神崎まさおみ」名義）
- 鋼-HAGANE-

「重機甲兵ゼノン」と世界観を共有し、かつてのキャラクターが一部登場した作品。現在、ゼノンシリーズの中で最も後の時代を描いたものとされている。
- SHOGUN COP
- ブルーバック

2008年に徳間書店から『XENON ブルーバック』として新装版単行本が発売。
体調不良により連載を休止、その後ほど無く掲載誌そのものが休刊になる。それらの事情により『XENON-199X・R-』と繋がりを持つ物語として、ゼノンシリーズの一翼を担う作品として新たに位置付けられた。この作品単体としては未完の形となっているが、ストーリーそのものは『XENON-199X・R-』と統合する形で続行されている。
新装版のあとがきに“ゼノンの時代の後のつもりで描いていたため当初は『XENON-199X・R-』に統合する気はなかった”といった内容が書かれている。
- イかせて!!バンビーナ
- XENON-199X・R-

「重機甲兵ゼノン」の続編。2006年9月より徳間書店『月刊COMICリュウ』にて連載。『鋼-HAGANE-』、『ブルーバック』、『HUNTER』に関係するキャラクターが登場し、クロスオーバーな世界観で物語が展開する。
- 悔い改めよと叫ぶ声在り～萬探偵高円寺歩事件簿～
- 聖者は夜やってくる（リメイク版）
- WILD7 TRIBUTE（ワイルド7 トリビュート）

少年画報社『ヤングキング』22号（2009年10月27日発売）に掲載。
- 仮面の忍者 赤影 Remains

単行本は秋田書店より全4巻が刊行されている。
- OHゲLet's!!（脚本:ARATA）

アンソロジー
- ストリートファイター アート・コミック・アンソロジー

エンターブレインより2009年3月14日に発売されたストリートファイターシリーズのアンソロジー書籍。作家の一人として描き下ろした漫画が収録されている。
ゲーム
- 星霊狩り
- ダウンロード

どちらもキャラクターデザインを担当。なお、両作とも原作は小説家の中島渉が手掛けている。

### 映画
- SHOGUN COP

1999年、ハリウッド未公開映画。